# Sainte-Cécile-de-Lévrard
Pour les articles homonymes, voir Sainte-Cécile, Sainte Cécile et Cécile.
Sainte-Cécile-de-Lévrard est une municipalité de paroisse du Québec située dans la MRC de Bécancour dans le Centre-du-Québec, au Québec, au Canada.

Logo de Sainte-Cécile-de-Lévrard.

## Toponymie
Elle fut ainsi nommée en l'honneur de Cécile Thomur, femme de Charles Lévrard, seigneur de Lévrard à l'époque de la fondation de la paroisse.

## Géographie
Sainte-Cécile-de-Lévrard s'insère dans la trame de rangs datant du régime seigneurial avec ses chemins de rangs épousant la rive du fleuve Saint-Laurent, situé à environ cinq kilomètres du noyau villageois entre Saint-Pierre-les-Becquets et Sainte-Sophie-de-Lévrard, traversée par la route 218.
La rivière aux Orignaux traverse le centre de la municipalité du sud-est vers l'ouest.
La rivière aux Glaises en traverse l'ouest en coulant vers le nord.

## Démographie
| 1996 | 2001 | 2006 | 2011 | 2016 | 2021 |
| ---- | ---- | ---- | ---- | ---- | ---- |
| 420  | 415  | 417  | 362  | 372  | 349  |

## Administration
Les élections municipales se font en bloc pour le maire et les six conseillers.
| Sainte-Cécile-de-Lévrard Maires depuis 2001                                                                          |                 |         |          |
| Élection | Maire           | Qualité | Résultat |
| 2001 | Pierre Carignan |         | Voir     |
| 2005 | Pierre Carignan | Voir    |          |
| 2009 | Simon Brunelle  |         | Voir     |
| 2013 | Simon Brunelle  | Voir    |          |
| 2017 | Simon Brunelle  | Voir    |          |
| 2021 | Simon Brunelle  | Voir    |          |
| Élection partielle en italique Depuis 2005, les élections sont simultanées dans toutes les municipalités québécoises |                 |         |          |

## Personnalité
- Rock Demers (1933-2021), producteur et scénariste (Contes pour tous).